# 瑪蒂娜·馬列舍夫
瑪蒂娜·馬列舍夫（1988年8月23日），生於德贝利亚查，塞爾維亞作家、攝影師、人文主義者。

## 小傳
馬列舍夫生於1988年8月23日，自德贝利亚查的小學畢業。她之後就讀於科瓦契察的普通高中，隨後被诊断出患有罕見的橫紋肌肉瘤三期。在與癌症抗爭同時，她也透過半工半讀完成了高中學業。
她在高中网站上，发表了自己的處女作，引起了教授的注意，並在2005年被整理為短篇小说集《致不值得的人》後，透過區域中心推廣與發行，並獲得科瓦契察市学校最佳学术成就奖。
馬列舍夫在塞尔维亚肿瘤和放射学研究所接受了近兩年的治疗后，其癌症被視為不治之症，並因此出院。但一年后，癌症在替代医学的帮助下消失了，她和家人也持續為患者提供健康饮食建议。她後來将自己的濒死体验写进了小说 《你知道世界上最美好的事物是什麼嗎？》，並于2008年出版。她同年開始就讀贝尔格莱德大学语言学院，前後担任了记者、摄影记者、博主等職位。
馬列舍夫参与了塞尔维亚多項抗癌慈善工作，是多個抗癌組織的成員、嘉賓、共同創辦人等。她是主要針對年轻的癌症患者的抗癌怎之「年輕女性」的联合创始人。2010年，她作为塞尔维亚的大使，前往拉丁美洲参加第一届国际青年癌症治愈大会。 随后几年，她成为首届青年癌症治愈者地区聚会（聚會在贝尔格莱德举行）的组织者、欧洲首个专门针对癌症患者网络广播节目的联合创始人。她也致力撰写文章、主持节目、撰写健康饮食方面的文章，并与和她有同样经历的人互动。
2011年，NURDOR出版了馬列舍夫的小说 ，並在其他城市和國際書展進行推廣。其收益都捐给人道主义事业。2012年，馬列舍夫基於癌症的慈善工作，被塞爾維亞日报讀者選為「年度女性」。2014年，她作为欧盟项目的志愿者前往加泰罗尼亚，在當地担任摄影师、英语、塞尔维亚语教师，並為社会弱势儿童提供志愿服务，介绍塞尔维亚的文化。2015年，她搬到了西班牙的瓦倫西亞。